# Arveprins Knuds Kollegium
 Denne artikel bør gennemlæses af en person med fagkendskab for at sikre den faglige korrekthed.

Arveprins Knuds Kollegium er et mindre kollegium med 18 værelser på Jacobys Alle på Frederiksberg.
Bygningen er tegnet af arkitekt Frederik Kiørboe i 1920 og tjente tidligere som villa for grosserer Christian Hansen.
Kollegiet blev oprettet i 1953 specielt for unge dansksindede fra Sydslesvig, som skal påbegynde uddannelse eller er under uddannelse i København. Den daværende tronfølger, arveprins Knud, var protektor for Sydslesvigsk Studie- og Hjælpefond, der driver kollegiet, og blev også kollegiets første protektor.
Den nuværende efor er Pia Michella Press.

## Ekstern henvisning
- Kollegiets hjemmeside

|  | Denne artikel om en bygning eller et bygningsværk kan blive bedre, hvis der indsættes et (bedre) billede. Du kan hjælpe ved at afsøge Wikimedia Commons for et passende billede eller lægge et op på Wikimedia Commons med en af de tilladte licenser og indsætte det i artiklen. |

55°40′21″N 12°31′58″Ø / 55.67250°N 12.53278°Ø